# Parrocchia di Saint Ann
La parrocchia di Saint Ann (in lingua inglese Saint Ann Parish) è una delle quattordici Parrocchie civili della Giamaica, è situata nella parte settentrionale dell'isola e fa parte della Contea di Middlesex con 173.830 abitanti (dato 2009).
Il capoluogo è Saint Ann's Bay ed è una parrocchia nota per le bellezze naturali